# Lichtbildwerkstatt Loheland
Die Lichtbildwerkstatt Loheland war das Fotoatelier der Siedlung Loheland in der Gemeinde Künzell bei Fulda in Hessen. Die Fotowerkstatt fotografierte verschiedene Lebens- und Arbeitsbereiche des Loheland-Projekts im Stil der neuen Sachlichkeit und erstellte auch Aufnahmen, mit denen die Erzeugnisse der Frauenkolonie Loheland beworben werden konnten.

## Geschichte
Die von Hedwig von Rohden (1890–1987) und Louise Langgaard (1883–1974) im Jahr 1919 gegründete Loheland-Schule für Körperbildung, Landbau und Handwerk, ein an der Lebensreform-Bewegung orientiertes, emanzipatorisches, anthroposophisch beeinflusstes Siedlungsprojekt, bot nicht nur gymnastische und tänzerische Ausbildungsgänge an, sondern umfasste auch eine Weberei (1919), eine Korbflechterei, eine Schreinerei (1920), eine Drechslerei (1924), eine Lederwerkstatt, ein Fotolabor (1926), eine Schneiderei (1927), eine Zuchtstätte für Deutsche Doggen (1930) und eine Töpferei (1931). Die Werkstätten bildeten Frauen aus und waren eine Einnahmequelle für die Gemeinschaft.

### Beginn
Louise Langgaard war sich aus ihrer Dresdner Zeit der Nützlichkeit der damals noch relativ jungen Fototechnik für die Öffentlichkeitsarbeit bewusst. Sie besaß eine Kamera – zur damaligen Zeit noch keine Selbstverständlichkeit. Zu Beginn ihrer Lehrtätigkeit am „Seminar für klassische Gymnastik“ 1912 und der Gründung der Schule in Loheland 1919 hatte sie selbst zu Werbezwecken sowie zur Archivierung gymnastische Übungen und Tänze fotografiert. Auch externe Fotografen wurden beauftragt.

### Bertha Günther und ihre Fotogramme
Schon zwischen 1920 und 1922 hatte die Loheländerin Bertha Günther Fotogramme angefertigt, also kameralose Aufnahmen, zum Beispiel von Gräsern und Blüten. Ein gutes Dutzend dieser Fotogramme ist erhalten geblieben. Das fotogrammatische Verfahren, bei dem man mehr oder weniger transparente Gegenstände auf Fotopapier legt und dieses dann belichtet, so dass die Schatten der Gegenstände auf das Fotopapier gebannt werden, war zwar zu dieser Zeit seit über hundert Jahren bekannt. Mit der Verbreitung der Fotografie trat das fotogrammatische Verfahren jedoch in den Hintergrund und geriet bis etwa 1918 allmählich in Vergessenheit. Bertha Günther war unter den wenigen, die es in den 1920er Jahren wieder künstlerisch aufgriffen.
László Moholy-Nagy und Lucia Moholy verbrachten zu Beginn der 1920er Jahre ihre Ferien mehrfach in der Rhön. Lucia Moholy hatte Kontakte zu der Frauensiedlung Loheland. László Moholy-Nagy hat vermutlich Bertha Günthers Fotogramme bei einem Besuch in Loheland kennengelernt.
Bertha Günther wirkte bis 1926 in Loheland, und zwar zunächst in einem provisorischen Fotoatelier im Rundbau.

### Fotowerkstatt in der Waggonia
Im Jahr 1925 kauften die Loheländerinnen vier ausrangierte Eisenbahnwagen der „Deutschen Reichsbahn“ und ließen sie nach Loheland bringen; drei Waggons der vierten Klasse, und einen der zweiten Klasse, alle zwischen etwa 1880 und 1901 gebaut. Die Loheländerinnen kauften nur die Wagenkästen aus blechverkleideten Holzgestellen, ohne Fahrgestell. Die ehemaligen Waggons wurden über Eck auf einen Sandsteinsockel gestellt, mit Holz verkleidet, durch Übergänge verbunden und mit Dächern überbaut. Die Heizung fand in einem kleinen Keller Platz. Dieses als „Waggonia“ bezeichnete Werkstatt- und Wohn-Ensemble beherbergte später die Schneiderei mit der Flickstube, die Lederwerkstatt, die „Lichtbildwerkstatt Loheland“ und Wohnräume für Schülerinnen und eine Musikerin.
1926 – dem Jahr, in dem Bertha Günther die Frauenkolonie Loheland verließ – bekam auch der dritte der vier ehemaligen Eisenbahnwaggons einen Wasseranschluss und konnte fortan als Fotolabor genutzt werden. Dort gründete die Österreicherin Valerie Wizlsperger (1890–1975) die Lichtbildwerkstatt Loheland, vor allem, um Werbefotografien für das Gymnastik-Seminar und die Produkte aus den Loheland-Werkstätten herzustellen. Die Fotografien trugen und tragen seit ihrer Entstehungszeit, den zwanziger und dreißiger Jahren des 20. Jahrhunderts, bis in die heutige Zeit wesentlich zur Bekanntheit Lohelands im In- und Ausland bei.

### Valerie Wizlsperger
Leiterin der Lichtbildwerkstatt Loheland war von 1926 bis 1939 Valerie Wizlsperger (1890–1975), die im März 1921 zu dem 1919 gegründeten Loheland-Projekt stieß, dort jedoch zunächst als Küchenleiterin tätig wurde. Wizlsperger wurde von ihrem Vetter, dem österreichischen Landschaftsfotografen Adalbert Defner (1884–1969), in die Fotografie eingeführt. An der Beschaffung einer professionellen Foto-Ausrüstung scheint der befreundete Verleger Eugen Diederichs beteiligt gewesen zu sein. Die meisten Fotografien, die zwischen 1926 und 1939 in der Lichtbildwerkstatt Loheland entstanden, hat Valerie Wizlsperger aufgenommen und entwickelt. Es entsprach dem Selbstverständnis der Loheländerinnen als Kollektiv, dass Valerie Wizlsperger keines ihrer Fotos mit ihrem Namen gekennzeichnet hat. Der größte Teil der Aufnahmen ist mit dem Stempel: „Loheland Schule Lichtbildwerkstatt Loheand Fulda“ versehen, auf einigen ist links unten in winzig kleinen Buchstaben „Von Rohden Langgaard Loheland Fulda“ eingestanzt. Die Ansichtskarten tragen auf der Rückseite den Aufdruck „Handabzüge aus der Lichtbildwerkstatt Loheland Fulda-Land“ oder „Handabzüge aus der Lichtbildwerkstatt Loheland über Fulda“.
In der Lichtbildwerkstatt Loheland hat Valerie Wizlsperger mehrere Schülerinnen ausgebildet; vier Menschen gleichzeitig konnten in der Werkstatt unter ihrer Leitung arbeiten.

### Niedergang
Nach Wizlsbergers Wechsel in die Leitung des Loheland-Projektes im Jahr 1939 und unter den veränderten politischen Verhältnissen in der Zeit des Nationalsozialismus wurde die Arbeit der Lichtbildwerkstatt Loheland nahezu eingestellt. Unbekannt ist, ob Valerie Wizlsperger nach ihrem Wechsel in die Geschäftsleitung im Jahr 1939 noch fotografiert hat. Die Räume der Lichtbildwerkstatt wurden erst 1982 beim Umbau des dritten Waggons in Wohnräume für Seminaristinnen leergeräumt und verändert.

## Inhalte
Die Fotowerkstatt lieferte dem Loheland-Projekt fotografische Aufnahmen aller seiner Lebens- und Arbeitsbereiche, darunter Fotos von Szenen aus der Gymnastikschule, kunstgewerblichen Produkten aus den Loheland-Werkstätten, von Doggen aus der Hundezucht, Pflanzenbau-Versuchsreihen der Gärtnerei sowie Porträts der Loheland-Bewohnerinnen, Aufnahmen der Bauten in Loheland, von Festdekorationen und Kostümen sowie des Alltags im „Dorf der Frauen“. Dazu kamen Bewegungsstudien wie die „Wolkenstudien“ und Dokumentationen wie die systematischen Porträtfotografien der Loheländerinnen.
Künstlerisch knüpfen die Fotografien der gymnastischen Übungen, bei denen die Frauen auch ohne Kleidung abgebildet werden, an das künstlerische Thema des Aktes an. Standbilder der Tänze und Gymnastikübungen wurden hauptsächlich in einem provisorischen Atelier, seltener auch im Freien aufgenommen.

## Rezeption
Das Formbewusstsein, dass sich in den neusachlichen Fotografien der Lichtbildwerkstatt Loheland manifestiert, zeigte, dass die Loheland-Fotografinnen „souverän über die in der zeitgenössischen Fotografie entwickelten bildsprachlichen Mittel [verfügten]..., sodass der Gebrauch des neuen Mediums exemplarisch die Modernität des gesamten lebensreformerischen Projekts hervortreten lässt“.
Die Fotos zur Bewegungslehre und zu den expressionistischen Tänzen der Loheländerinnen erschienen in den Publikationen gemeinsam mit Fotos von Hugo Erfurth, Charlotte Rudolph oder Hans Holdt.

## Ausstellungen (Auswahl)
- Lichtbildwerkstatt Loheland. Fotografien 1919–1939. Ausstellung des Vonderau-Museums Fulda, 3. September bis 10. Oktober 2004
- Lichtbildwerkstatt Loheland. Fotografien einer neuen Generation Weib. Ausstellung im Bauhaus–Archiv Berlin vom 25. April bis zum 9. Juli 2007[11]
- Loheland 100 – Gelebte Visionenfür eine neue Welt, Vonderau Museum, Fulda, 27. September 2019 bis 5. Januar 2020
- Learning from Loheland, Museum für Kunst und Gewerbe Hamburg, 16. Juni 2023 bis 13. August 2023[12]